# Phyllodoce tenuissima
Phyllodoce tenuissima är en ringmaskart som beskrevs av Grube 1878. Phyllodoce tenuissima ingår i släktet Phyllodoce och familjen Phyllodocidae. Inga underarter finns listade i Catalogue of Life.